# Louis Marck
Pour les articles homonymes, voir Marck (homonymie).
Louis Marck est un homme politique français né le 1er août 1811 à Cayenne en Guyane et décédé le 1er juillet 1891.
Notaire à Cayenne, il est député de la Guyane de 1871 à 1876, siégeant à gauche.

## Source
- « Dictionnaire des parlementaires français de 1789 à 1889 », A.Robert, G.Cougny